# 1639 v. Chr.
Portal Geschichte | Portal Biografien | Aktuelle Ereignisse | Jahreskalender | Tagesartikel

◄ |
18. Jahrhundert v. Chr. |
17. Jahrhundert v. Chr. |
16. Jahrhundert v. Chr. |
►

1620er v. Chr. |
1610er v. Chr. |
►

1639 v. Chr. |
1638 v. Chr. |
1637 v. Chr. |
1636 v. Chr. |
► |
►►

## Ereignisse

### Babylonien
- Im babylonischen Kalender fällt das babylonische Neujahr des 1. Nisannu auf den 30.–31. März[1], der Vollmond im Nisannu auf den 12.–13. April[1], der 1. Du'uzu auf den 27.–28. Juni[1] und der 1. Tašritu auf den 23.–24. September[1].
- Mögliches 8. Regierungsjahr des Ammi-saduqa: „Venus geht am 9. Du'uzu unter und 17 Tage später wieder am 26. Du'uzu auf“.
  - Venusuntergang am 5. Juli gegen 19:44 Uhr (9. Du'uzu: 5.–6. Juli); Sonnenuntergang gegen 19:07 Uhr.[1]
  - Venusaufgang am 23. Juli (26. Du'uzu: 22.–23. Juli) gegen 4:29 Uhr; Sonnenaufgang gegen 4:59 Uhr.[1]